# Francisco Bitar
Francisco Bitar (Santa Fe, 7 de abril de 1981) es un narrador, poeta, ensayista, cronista y editor argentino. Ha publicado más de veinte libros en distintos géneros, incluyendo poesía, narrativa, ensayo y textos híbridos.

## Biografía
Francisco Bitar nació y vive en la ciudad de Santa Fe, Argentina. Estudió Letras en la Universidad Nacional del Litoral y comenzó su trayectoria literaria con libros de poesía como Negativos (2007), El Olimpo (2009) y Ropa vieja: la muerte de una estrella (2011).  
En 2012 publicó la novela Tambor de arranque, que obtuvo el Premio Ciudad de Rosario.  
Su obra narrativa incluye además Luces de Navidad (Premio Alcides Greca, 2014), Acá había un río (2015) y Teoría y práctica (Segundo Premio del Fondo Nacional de las Artes, 2017).
En 2021 inició la serie De ahora en adelante con La preparación de la aventura amorosa, continuada por La leyenda del muñeco de nieve (2022) y El cuerpo de un escritor (2022). En 2023 comenzó la serie Cementerio de elefantes con La muerte de César Aira.
Desde 2021 dirige el sello independiente El buen desconocido, donde publica tanto libros propios como ajenos.
En 2024 publica El taller literario por Sigilo Editorial, esta novela presenta a Gori Lizmayer, un escritor en crisis creativa que, bajo el seudónimo Ghito Londres, se inscribe en un taller literario; atraviesa la ficción con humor y reflexión sobre la escritura contemporánea.
También en 2024 nace El instituto. Sus películas así como los fundamentos del cine literario están en internet.

## Obras

### Poesía
- Negativos (2007)
- El Olimpo (2009)
- Ropa vieja: la muerte de una estrella (2011)
- The Volturno Poems (2015)
- Mi nombre es Julio Emanuel Pasculli (2017)

### Narrativa
- Tambor de arranque (2012)
- Luces de Navidad (2014)
- Acá había un río (2015)
- Teoría y práctica (2018)
- El taller literario (2024)

### Crónica
- Historia oral de la cerveza (2015)

### Ensayos
- Un accidente controlado (2022)
- Fuerza y estilo (2023)
- La música que escuchan todos (con Carlos Surghi) (2024)

### SerieDe ahora en adelante
- La preparación de la aventura amorosa (2021)
- La leyenda del muñeco de nieve (2022)
- El cuerpo de un escritor (2022)
- 1999 (2025)

### SerieCementerio de elefantes
- La muerte de César Aira (2023)

## Sello editorial "El buen desconocido"
Desde 2021, Francisco Bitar dirige el sello independiente El buen desconocido, que se caracteriza por sus ediciones artesanales con impresión casera y encuadernación manual. A través de este sello, publica tanto sus obras como las de autores cercanos. A continuación, algunos títulos publicados:
- Resúmenes de poemas – Francisco Bitar (2021)
- El artista – Francisco Bitar (2021)
- La vuelta al mundo – Francisco Bitar (2021)
- Los 30 mil pensamiento  – Francisco Bitar (2023)
- Patria mía – Francisco Bitar (2023)
- Cancionero hermoso – Fernando Callero (2024)[7]
- Feed - Sergio Aguirre (2025) (colección 7Zines co-editado con 7 Vidas)

## Estilo
Su obra se caracteriza por una mirada sobre lo cotidiano y lo íntimo, con un tono que evita la grandilocuencia y explora los límites entre géneros literarios.
A partir de un momento en su carrera, la obra de Francisco Bitar adopta un carácter más experimental y abundante en producción, lo que lo lleva a fundar su propio sello, El buen desconocido, para publicar todo lo que escribe. Esta expansión y variedad hacen que sea difícil definir con exactitud el género de sus textos, ya que combinan novela, ensayo y elementos autobiográficos de manera híbrida. Un buen ejemplo es la serie De ahora en adelante, donde la ficción y la biografía se entrelazan, generando una narrativa que cuestiona las categorías literarias tradicionales.